# プリンセス・ファーギー
『プリンセス・ファーギー』（原題：The Dutchess）は、アメリカのヒップホップ/R&Bアーティストであるファーギーのソロデビューアルバム。
ファーギーはブラック・アイド・ピーズの紅一点の女性メンバーであり、同グループのウィル・アイ・アムがこのアルバムのメイン・プロデュースを務めている。本作からシングル・カットされた5曲はすべてがビルボード・チャートTOP5に入りした。

## シングル
- ロンドン・ブリッジ
  - 1stシングル。ビルボード3週連続1位を獲得し、ネリー・ファータドの“プロミスキュアス”6週連続1位にストップをかけた曲である。4週目にしてジャスティン・ティンバーレイクの“セクシー・バック”により2位に引きずり降ろされたが、その後も2～3位を数週間持続したロングヒット曲である。歌の内容ではレズビアンとも捉えられる歌詞が話題を呼んだ。

- ファーガリシャス feat.ウィル・アイ・アム
  - 2ndシングル。ビルボード最高位は惜しくも2位であったが、2～3位を粘り強くキープし続け、ロンドン・ブリッジを超えるロングヒットとなった。タイトルの“ファーガリシャス”とは“Fergie”と“delicious”をかけた造語であり、PVは映画のチャーリーとチョコレート工場をイメージして制作したとのこと。

- グラマラス feat.リュダクリス
  - 3rdシングル。初めビルボードで8位まで浮上したが、iTunesでのエラーで曲が数週間ダウンロードできなくなり、チャート順位もそれに伴って落ちるという事態が起こった。しかし、iTunesでのダウンロードが復活すると一気にチャートを駆け上がり、2週連続1位を獲得した。歌の内容は現在のファーギーと過去のファーギーを比較したパーソナルなもの。また、ファーギーがアメリカのファッション・ブランドであるキャンディーズ（Candie's）の2007年のスプリング・キャンペーン・ガールとなったことからこの“グラマラス”がキャンディーズのイメージ・ソングとなった。

- ビッグ・ガールズ・ドント・クライ
  - 4thシングル。ビルボード1位獲得。歌の内容は過去の恋愛について歌ったものとなっており、ファーギーがアルバムリリース年より6年も前に制作していた曲とのこと。PVではキャンディーズのワンピースや豹柄パーカーを着用しており、洗濯物を取り込んでいるシーンではキャンディーズの下着がアップで映っている。

- クラムジー
  - 5thシングル。ビルボード最高位5位。ファーギー曰く「目に入る男性が誰でもかっこよく見えて、すぐ恋に落ちちゃうような10代にぴったりな曲」で、PVもファーギーが演じる各キャラクターがそれぞれ男性にアタックしてことごとく失敗する内容になっている。

## 収録曲（日本盤）

### 通常盤
| CD       | CD                                                         | CD                                         | CD                                         |
| トラック | 収録曲                                                     | 補足                                       | 補足                                       |
| -------- | ---------------------------------------------------------- | ------------------------------------------ | ------------------------------------------ |
| 01       | ファーガリシャス feat.ウィル・アイ・アム                   | 2ndシングル、ビルボード最高位2位           | 2ndシングル、ビルボード最高位2位           |
| 02       | クラムジー                                                 | 5thシングル、ビルボード最高位5位           | 5thシングル、ビルボード最高位5位           |
| 03       | オール・ザット・アイ・ガット feat.ウィル・アイ・アム       |                                            |                                            |
| 04       | ロンドン・ブリッジ                                         | 先行シングル、ビルボード1位獲得（3週連続） | 先行シングル、ビルボード1位獲得（3週連続） |
| 05       | ペデスタル - Pedestal                                      |                                            |                                            |
| 06       | ブードゥー・ドール - Voodoo Doll                           |                                            |                                            |
| 07       | グラマラス feat.リュダクリス                               | 3rdシングル、ビルボード1位獲得（2週連続）  | 3rdシングル、ビルボード1位獲得（2週連続）  |
| 08       | ヒア・アイ・カム feat.ウィル・アイ・アム                   |                                            |                                            |
| 09       | ヴェルヴェット - Velvet                                    |                                            |                                            |
| 10       | ビッグ・ガールズ・ドント・クライ                           | 4thシングル、ビルボード1位獲得（1週）      | 4thシングル、ビルボード1位獲得（1週）      |
| 11       | メアリー・ジェーン・シューズ                               |                                            |                                            |
| 12       | ルージング・マイ・グラウンド                               |                                            |                                            |
| 13       | ファイナリー                                               |                                            |                                            |
| 14       | ゲット・ユア・ハンズ・アップ feat.ブラック・アイド・ピーズ |                                            |                                            |
| 15       | ウェイク・アップ                                           |                                            |                                            |
| 16       | パラダイス                                                 |                                            |                                            |

### デラックス・エディション（DVD付）
| CD (Disc 1)  | CD (Disc 1)                                                | CD (Disc 1)                                | CD (Disc 1)                                |
| トラック     | 収録曲                                                     | 補足                                       | 補足                                       |
| ------------ | ---------------------------------------------------------- | ------------------------------------------ | ------------------------------------------ |
| 01           | ファーガリシャス feat.ウィル・アイ・アム                   | 2ndシングル、ビルボード最高位2位           | 2ndシングル、ビルボード最高位2位           |
| 02           | クラムジー                                                 | 5thシングル、ビルボード最高位5位           | 5thシングル、ビルボード最高位5位           |
| 03           | オール・ザット・アイ・ガット feat.ウィル・アイ・アム       |                                            |                                            |
| 04           | ロンドン・ブリッジ                                         | 先行シングル、ビルボード1位獲得（3週連続） | 先行シングル、ビルボード1位獲得（3週連続） |
| 05           | ペデスタル                                                 |                                            |                                            |
| 06           | ブードゥー・ドール                                         |                                            |                                            |
| 07           | グラマラス feat.リュダクリス                               | 3rdシングル、ビルボード1位獲得（2週連続）  | 3rdシングル、ビルボード1位獲得（2週連続）  |
| 08           | ヒア・アイ・カム feat.ウィル・アイ・アム                   |                                            |                                            |
| 09           | ヴェルヴェット                                             |                                            |                                            |
| 10           | ビッグ・ガール・ドント・クライ                             | 4thシングル、ビルボード1位獲得（1週）      | 4thシングル、ビルボード1位獲得（1週）      |
| 11           | メアリー・ジェーン・シューズ                               |                                            |                                            |
| 12           | ルージング・マイ・グラウンド                               |                                            |                                            |
| 13           | ファイナリー                                               |                                            |                                            |
| 14           | ゲット・ユア・ハンズ・アップ feat.ブラック・アイド・ピーズ |                                            |                                            |
| 15           | ウェイク・アップ                                           |                                            |                                            |
| 16           | パラダイス                                                 |                                            |                                            |
| 17           | トゥルー                                                   | ※新収録曲                                  | ※新収録曲                                  |
| DVD (Disc 2) |                                                            |                                            |                                            |
| トラック     | 収録ビデオ                                                 | 補足                                       | 補足                                       |
| 01           | ロンドン・ブリッジ                                         | ミュージック・ビデオ                       | ミュージック・ビデオ                       |
| 02           | ファーガリシャス feat.ウィル・アイ・アム                   | ミュージック・ビデオ                       | ミュージック・ビデオ                       |
| 03           | グラマラス feat.リュダクリス                               | ミュージック・ビデオ                       | ミュージック・ビデオ                       |

### 決定盤
| CD       | CD                                                                   | CD                                         | CD                                         |
| トラック | 収録曲                                                               | 補足                                       | 補足                                       |
| -------- | -------------------------------------------------------------------- | ------------------------------------------ | ------------------------------------------ |
| 01       | ファーガリシャス feat.ウィル・アイ・アム                             | 2ndシングル、ビルボード最高位2位           | 2ndシングル、ビルボード最高位2位           |
| 02       | クラムジー                                                           | 5thシングル、ビルボード最高位5位           | 5thシングル、ビルボード最高位5位           |
| 03       | オール・ザット・アイ・ガット feat.ウィル・アイ・アム                 |                                            |                                            |
| 04       | ロンドン・ブリッジ                                                   | 先行シングル、ビルボード1位獲得（3週連続） | 先行シングル、ビルボード1位獲得（3週連続） |
| 05       | ペデスタル                                                           |                                            |                                            |
| 06       | ブードゥー・ドール                                                   |                                            |                                            |
| 07       | グラマラス feat.リュダクリス                                         | 3rdシングル、ビルボード1位獲得（2週連続）  | 3rdシングル、ビルボード1位獲得（2週連続）  |
| 08       | ヒア・アイ・カム feat.ウィル・アイ・アム                             |                                            |                                            |
| 09       | ヴェルヴェット                                                       |                                            |                                            |
| 10       | ビッグ・ガール・ドント・クライ                                       | 4thシングル、ビルボード1位獲得（1週）      | 4thシングル、ビルボード1位獲得（1週）      |
| 11       | メアリー・ジェーン・シューズ                                         |                                            |                                            |
| 12       | ルージング・マイ・グラウンド                                         |                                            |                                            |
| 13       | ファイナリー                                                         |                                            |                                            |
| 14       | ゲット・ユア・ハンズ・アップ feat.ブラック・アイド・ピーズ           |                                            |                                            |
| 15       | ウェイク・アップ                                                     |                                            |                                            |
| 16       | パラダイス                                                           |                                            |                                            |
| 17       | ピック・イット・アップ feat.ウィル・アイ・アム                       | ※新収録曲                                  | ※新収録曲                                  |
| 18       | パーソナル（ビッグ・ガール・リミックス） feat.ショーン・キングストン | ※新収録曲                                  | ※新収録曲                                  |
| 19       | クラムジー・リミックス                                               | ※新収録曲                                  | ※新収録曲                                  |

### 完結盤（DVD付）
| CD (Disc 1)  | CD (Disc 1)                                                    | CD (Disc 1)                                | CD (Disc 1)                                |
| トラック     | 収録曲                                                         | 補足                                       | 補足                                       |
| ------------ | -------------------------------------------------------------- | ------------------------------------------ | ------------------------------------------ |
| 01           | ファーガリシャス feat.ウィル・アイ・アム                       | 2ndシングル、ビルボード最高位2位           | 2ndシングル、ビルボード最高位2位           |
| 02           | クラムジー                                                     | 5thシングル、ビルボード最高位5位           | 5thシングル、ビルボード最高位5位           |
| 03           | オール・ザット・アイ・ガット feat.ウィル・アイ・アム           |                                            |                                            |
| 04           | ロンドン・ブリッジ                                             | 先行シングル、ビルボード1位獲得（3週連続） | 先行シングル、ビルボード1位獲得（3週連続） |
| 05           | ペデスタル                                                     |                                            |                                            |
| 06           | ブードゥー・ドール                                             |                                            |                                            |
| 07           | グラマラス feat.リュダクリス                                   | 3rdシングル、ビルボード1位獲得（2週連続）  | 3rdシングル、ビルボード1位獲得（2週連続）  |
| 08           | ヒア・アイ・カム feat.ウィル・アイ・アム                       |                                            |                                            |
| 09           | ヴェルヴェット                                                 |                                            |                                            |
| 10           | ビッグ・ガール・ドント・クライ                                 | 4thシングル、ビルボード1位獲得（1週）      | 4thシングル、ビルボード1位獲得（1週）      |
| 11           | メアリー・ジェーン・シューズ                                   |                                            |                                            |
| 12           | ルージング・マイ・グラウンド                                   |                                            |                                            |
| 13           | ファイナリー                                                   |                                            |                                            |
| 14           | バラクーダ                                                     | ※新収録曲                                  | ※新収録曲                                  |
| 15           | パーティー・ピープル feat. ネリー                              | ※新収録曲                                  | ※新収録曲                                  |
| 16           | クラムジー（コリパーク・リミックス） feat. ソウルジャ・ボーイ  | ※新収録曲                                  | ※新収録曲                                  |
| 17           | ラベル・オア・ラブ                                             | ※新収録曲                                  | ※新収録曲                                  |
| DVD (Disc 2) |                                                                |                                            |                                            |
| トラック     | 収録ビデオ                                                     | 補足                                       | 補足                                       |
| 01           | ファーガリシャス feat.ウィル・アイ・アム                       | ミュージック・ビデオ                       | ミュージック・ビデオ                       |
| 02           | グラマラス feat.リュダクリス                                   | ミュージック・ビデオ                       | ミュージック・ビデオ                       |
| 03           | ビッグ・ガール・ドント・クライ                                 | ミュージック・ビデオ                       | ミュージック・ビデオ                       |
| 04           | ビッグ・ガール・ドント・クライ～エクステンデッド・ヴァージョン | ミュージック・ビデオ                       | ミュージック・ビデオ                       |
| 05           | ロンドン・ブリッジ                                             | ミュージック・ビデオ                       | ミュージック・ビデオ                       |
| 06           | メイキング・オブ・クラムジー                                   | メイキング映像                             | メイキング映像                             |
| 07           | クラムジー                                                     | ミュージック・ビデオ                       | ミュージック・ビデオ                       |

## リリース日一覧
| 国             | リリース日    |
| -------------- | ------------- |
| 日本           | 2006年9月13日 |
| アイルランド   | 2006年9月15日 |
| オーストラリア | 2006年9月16日 |
| イギリス       | 2006年9月18日 |
| アメリカ合衆国 | 2006年9月19日 |